# سویری
سویری (به عربی: سويري) یک منطقهٔ مسکونی در لبنان است که در استان بقاع واقع شده‌است. سویری ۱٬۰۲۰ متر بالاتر از سطح دریا واقع شده‌است.